# Brown Betty (dessert)
Il Brown Betty è un dolce tradizionale americano a base di frutta, solitamente composto da mele (questa variante è nota come Apple Betty), ma anche bacche, pere e briciole zuccherate. Simile al cobbler o alla torta di mele, la frutta viene cotta al forno e, in questo caso, le briciole zuccherate vengono disposte a strati tra la frutta. Di solito viene servito con salsa al limone o panna montata.
Il dessert fu menzionato per la prima volta dalla stampa nel 1864. Una ricetta del 1877 utilizza salsa di mele e briciole di cracker.
L’Apple Brown Betty era uno dei dessert preferiti di Ronald e Nancy Reagan alla Casa Bianca.